# Rosières (Alta Loira)
Rosières è un comune francese di 1 457 abitanti situato nel dipartimento dell'Alta Loira della regione dell'Alvernia-Rodano-Alpi.
È gemellato con il comune di Villar San Costanzo, in provincia di Cuneo, Italia.

## Società

### Evoluzione demografica
Abitanti censiti